# Leptogorgia styx
Leptogorgia styx is een zachte koraalsoort uit de familie Gorgoniidae. De koraalsoort komt uit het geslacht Leptogorgia. Leptogorgia styx werd in 2000 voor het eerst wetenschappelijk beschreven door Bayer. 